# 얼터드 카본
얼터드 카본(Altered Carbon)은 2002년 리처드 K. 모건이 쓴 SF 살인 미스터리 소설이다. 소설의 배경은 사람의 의식을 저장소에 보관하여 영생을 살아가는 미래를 배경으로 하고 있으며, 주인공 '타케시 코바치'는 이러한 시스템에 반기를 든 반란군 엔보이에 있다가 육체는 죽고 의식이 담긴 저장소만 보관되어, 그로부터 약 250년 후 다른 신체로 재투입되어 깨어난다. '타케시 코바치'가 250년 후 깨어나 부유한 계층으로 군림하는 무드셀라 '로런스 뱅크로프크'의 미스터리한 살인사건을 해결하는 내용이다.
이 소설은 넷플릭스에서 2018년 드라마로 제작되어 나오기도 했다.

## 줄거리
소설의 배경은 사람의 인격과 대뇌 피질내용을 모두 저장하는 디지털 '저장소'만 있으면 다른 신체로 재투입이 가능하여 영생을 살 수 있는 세상이다. 사람이 죽으면 저장소는 영구적으로 보관된다. 이 세계관에서 카톨릭은 사람이 죽으면 주님에게 가야한다는 논리를 대어, 다른 육체에 들어가는 것을 반대하고 있다. 또한 하층민들은 이런 육체 재투입도 최대 1~2번 정도로 제한되어 있고, 부유한 계층인 무드셀라들은 자신의 육체를 복제한 클론의 육체로 얼마든지 재투입이 가능하여 영생을 살 수 있다.
주인공 '타케시 코바치'는 자신의 육체가 죽고 의식만 따로 보관된 저장소에서 의식 보류 상태에 있다가 250년이 지난 뒤 베이 시티 경찰관 '엘라이어스 라이커'의 육체로 재투입되어 최초의 무드셀라 '로런스 뱅크로프트'의 살해 사건을 해결하는 내용을 담는다.

## 수상
- 2003년 필립 K. 딕 상중 최고의 소설 부분 수상

## 텔레비전 드라마
2016년에 이 작품의 드라마화가 결정되었으며, 넷플릭스에서 10 에피소드가 선주문되었다. 그리고 2018년 2월 2일 전세계 동시로 넷플릭스에서 첫 10개의 에피소드가 방영되게 되었다.